# Okka (Einheit)
Ein Okka (oder kiyye) war ein Gewichtsmaß, welches im Osmanischen Reich verwendet wurde. In Städten und Ortschaften wurde ein Okka unterschiedlich gehandhabt, meistens waren es jedoch 1282 Gramm. 
Die offiziellen Maßeinheiten in jüngerer Zeit entsprechen dem heutigen metrischen System.

## Verhältnis zu anderen Maßeinheiten
1 Okka:
1282 Gramm
400 Dirhem
266,66 Miskale (1 Miskal = 1,5 Dirhem)
0,0227 Kantara (1 Kantar = 44 Okka)
0,005681 çekiye (1 çeki = 176 Okka)

## Vom Okka abhängige Maße
Viele Maßen in Südosteuropa, Albanien, Kroatien usw., bezogen ihre Getreidemaße auf Okka.
In der Küstenebene von Shkodra bis Tirana in Dukadzin und Miridita gab ein großes Getreidemaß trotz Verschiedenheit in den Regionen. Es war die Barra. Das Maß war die albanesische Last, insbesondere Pferdeladung oder Saumlast. Dieses Maß wurde auch Hü genannt. In dem Bistum von Alessio hatte
- 1 Barra = 100 Okka (Mais) = 80 Okka (Weizen)

Die Maßkette war
- 1 Barra = 2 Schenick = 4 Koschik = 8 Kjassé = 16 Babune
  - 1 Kjassé = 2 Breck = 4 Karokj

Die kleineren Maße waren in der Region Delbinischt, Sitz des katholischen Erzbischofs von Durazzo, 
- 1 Barra = 2 Schineck
- 1 Schineck = 50 Okka (Mais) = 40 Okka (Weizen)
- 1 Schineck = 2 Koschik = 4 Kjassé
  - 1 Koschik = 25 Okka (Mais) = 20 Okka (Weizen)
  - 1 Kjassé = 12 ½ Okka (Mais) = 10 Okka (Weizen)
  - 1 Kjassé = 2 Babune
  - 1 Babune = 6 ¼ Okka (Mais) = 5 Okka (Weizen)
  - Lezha 1 Babuna = 6 Okka
  - Mirdita 1 Babuna = 6 ¼ Okka.

### Dukagjin
Im Dukagjin, wo mehr Mais als Weizen angebaut wurde, war das größte Getreidemaß Kawitze oder Rupi mit 80 Okka Gewicht. 
- 1 Kawitze/Rupi = 4 Koschik = 16 Babune = 80 Okka

Das Maß Kjassé war in dieser Region unbekannt. Das gebräuchlichste Maß war Koschik. Es wurde aber nur als ein halbes Koschik verwendet. 
- ½ Koschik = 10 Okka

### Vlora und Berat
Das in Vlora gebräuchliche größere Getreidemaß war das Kessé. Ein Kilé wurde zu 20 Okka gerechnet.
- Vlora 1 Kessé = 2 ½ Kilé  = 50 Okka
- Berat 1 Kessé = größer 2 Kilé 
  - 1 Kessé = 8 Karokj

### Elbasan
In Elbasan war Schineck ein großes Getreidemaß. 
- 1 Schineck = 4 Tscherek = 100 Okka Weizen, d. h. Viertel = 25 Okka
- 1 Tscherek = 4 Dume = 200 Okka (Weizen)
- 1 Dume = 1 Babuna + 20 Prozent

### Dschordscha
In Dschordscha (?) ist das größte Getreidemaß Çíkj.
- 1 Çíkj = 2 Kilé/Kjĭlé  = 120 Okka

### Antivari
In Antivari war das gebräuchliche Getreidemaß Bagasch.
- 1 Bagasch = 13 Okka = 5200 Dram